# Aequidens

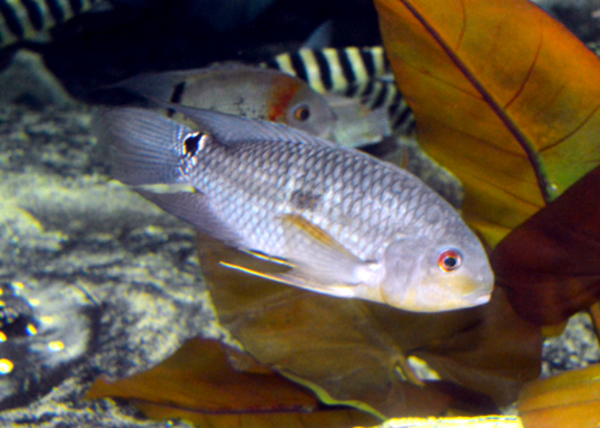
Aequidens pallidus

Aequidens Eigenmann and Bray, 1894 è un genere di pesci tropicali d'acqua dolce, appartenente alla famiglia Cichlidae e alla sottofamiglia Cichlasomatinae.

## Distribuzione
Provengono dai fiumi del Sud America.

## Descrizione
Presentano un corpo compresso lateralmente, abbastanza alto, ovale, della forma tipica di molti ciclidi. La pinna dorsale e la pinna anale sono abbastanza allungate, la pinna caudale ha il margine arrotondato. La colorazione non varia molto, il colore prevalente è sempre il marrone o il grigio pallido. Spesso sono presenti macchie o striature verticali più scure.
La specie di dimensioni maggiori è Aequidens michaeli, che raggiunge i 20 cm.

## Tassonomia
Il genere comprende 17 specie:
- Aequides chimantanus
- Aequidens diadema
- Aequidens epae
- Aequidens gerciliae
- Aequidens hoehnei
- Aequidens mauesanus
- Aequidens metae
- Aequidens michaeli
- Aequidens pallidus
- Aequidens paloemeuensis
- Aequidens patricki
- Aequidens plagiozonatus
- Aequidens potaroensis
- Aequidens rondoni
- Aequidens tetramerus
- Aequidens tubicen
- Aequidens viridis

## Conservazione
Nessuna di queste specie viene classificata dalla lista rossa IUCN.